# بني البشاري (الرجم)

تعديل مصدري - تعديل

بني البشاري هي إحدى قرى عزلة البشاري بمديرية الرجم التابعة لمحافظة المحويت، بلغ تعداد سكانها 961 نسمة حسب تعداد اليمن لعام 2004.